# Ossingen
Ossingen é uma comuna da Suíça, situada no distrito de Andelfingen, no cantão de Zurique. Tem 13,07 km² de área e sua população em 2018 foi estimada em 1.641 habitantes.